# AVCHD
AVCHD (sigla para a expressão em inglês Advanced Video Codec High Definition) ou Codec Avançado de Vídeo de Alta Definição é um novo formato de gravação de Alta Definição disponibilizado pela Sony e pela Panasonic, onde sua origem teve como base o Blu-ray, o melhor sistema de alta definição caseiro que existe atualmente, em formato de resolução 1080P Full-HD (tela de 1080 linhas por 1920 pixeis por linha). Pode ser usado em vários tipos de mídia, incluindo DVD de 8 cm (3") graváveis quando baixada sua definição, assim como em discos rígidos, SD e Cartão de Memória em todas as definições (variando de 480P, a 720P e 1080P). Mas sua principal definição, a que lhe deu reconhecimento, é a máximo 1080P, a melhor entre todos os sistemas de codificação existentes.

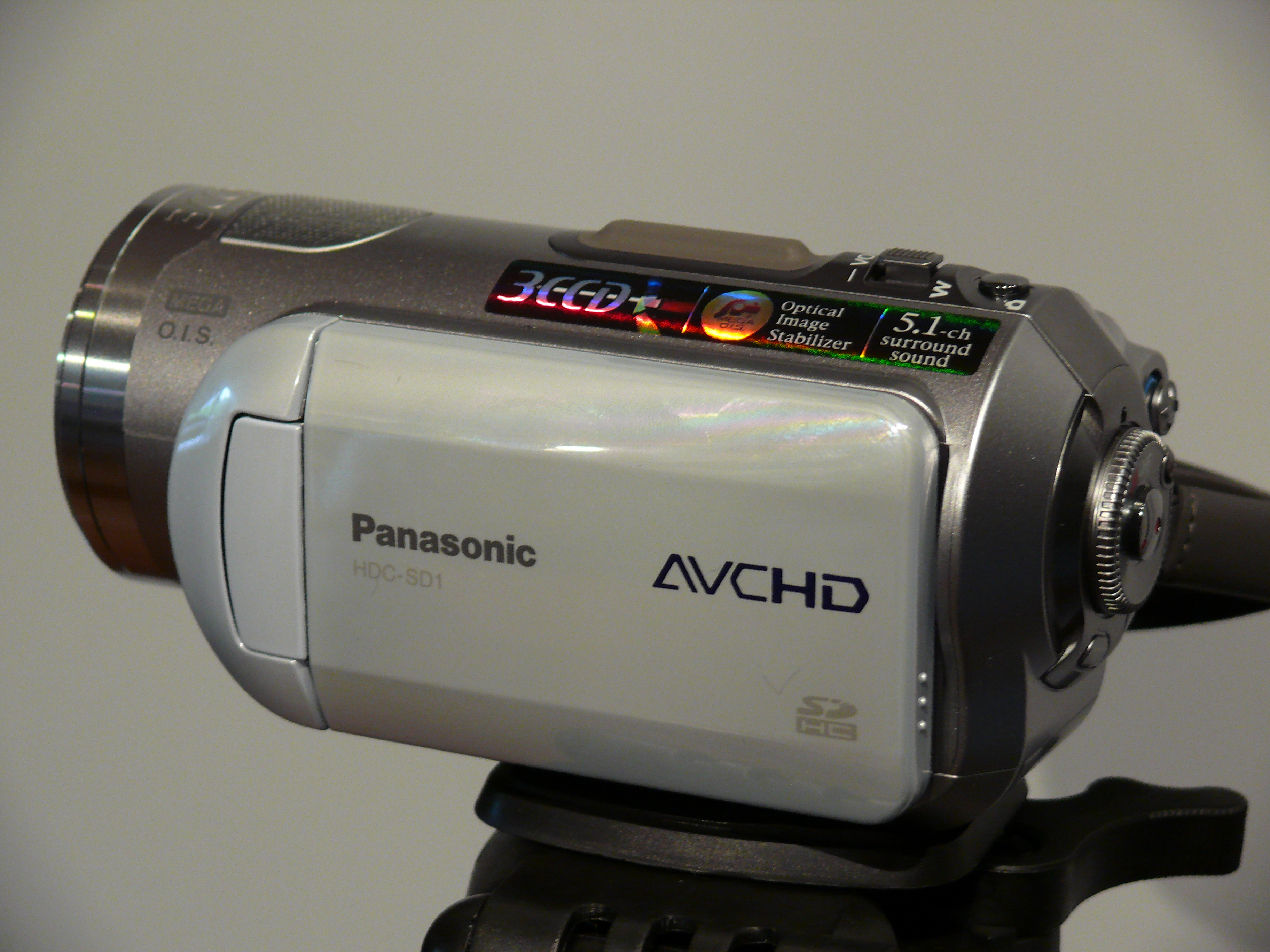
Câmera com suporte a AVCHD

Como diz seu nome, AVCHD usa o codec de vídeo MPEG-4 AVC (H.264) ou o M2TS. O AVC tem a maior eficiência de compressão (quando comparado com o velho codec MPEG-2 usado em câmeras filmadoras HDV) permitindo que gravadores AVCHD capturem vídeo usando menos memória. A trilha sonora pode ser armazenada em PCM 7.1 linear sem compressão, ou comprimida em AC-3 5.1. Os dados de áudio e vídeo comprimidos são embutidos no MPEG-4 Transport stream, chamado de HDMV. Conseqüentemente, gravações AVCHD podem ser reproduzidas sem compressão na maioria dos novos tocadores de discos Blu-ray, como o Sony BDP-S1, Panasonic DMP-BD10, e o PlayStation 3. A Sony diz que o formato tem um tempo total de armazenamento em um MiniDVD de aproximadamente 20 minutos de vídeo em alta definição usando bitrates "moderados". Para efeito de comparação, em 2008 os discos de 80mm gravam 30 minutos de definição padrão em modo de vídeo MPEG-2, já uma fita MiniDV pode gravar 60 minutos completos, seja de definição padrão DV, ou de vídeo em alta definição HDV.
Atualmente existem softwares que já conseguem editar arquivos AVCHD como o EDIUS 6, Nero 7 (Premium ou Ultra) e suas versões mais recentes (como o Nero 8, lançado no 2º semestre de 2007), a linha de softwares da Pinnacle, Studio 11, da Avid, o Avid Liquid e da MAGIX, o MAGIX Movie Edit Pro 14 PLUS, Adobe Premiere CS4, Lightworks ou o Final Cut Pro. No entanto, o Nero está limitado no que oferece, já que o software é voltado a múltiplas áreas. Entretanto, oferecem uma alternativa para converter arquivos AVCHD em outros formatos populares, como MPEG e AVI. O maior problema ao editar esses arquivos é a necessidade absoluta de recursos que exigem no momento da edição. Uma vez que os programas migrarem para um sistema de operação 64-bits, editar AVCHD não será problema. Mas se a intenção é transformar AVCHD em formato AVI, o sistema mais popular para video no mundo todo, onde quase todos os players o executam, há poucas opções para tal codificação. Na verdade pouquíssimos players conseguem executar o AVCHD, entre eles as mais novas versões do Windows Media Player. Dentre os poucos softwares codificadores, estão o gratuito Any Video Converter, porém ele não o consegue fazer só. Precisa-se antes de um pré-codificador, pago, da Apecsoft, chamado de "Avchd M2ts to Avi converter". O processo é muito demorado onde antes deve-se fazer essa conversão para o Avi, em ate 1080P e depois numa nova conversão desse Avi, para o mesmo Avi outra vez, pelo Any Video Converter, dai a se precisar de um Pc-notebook muito veloz. Sem essas duas codificações, o video não roda no player direito, travando e pulando/saltando a imagem. É por isso que quem for comprar uma dessas novas cameras fotográfica da Sony que filmam em HD, precisará desses softwares se quiser assisitir bem seus filmes numa TV LCD ou no computador nos formatos 720P ou 1080P, apesar delas filmarem também em MP4. 